# Serrat de la Vinya (Pinell de Solsonès)
|  | Aquest article tracta sobre la muntanya de Pinell de Solsonès. Vegeu-ne altres significats a «Serrat de la Vinya». |

El Serrat de la Vinya és una muntanya de 668 metres que es troba al municipi de Pinell de Solsonès, a la comarca catalana del Solsonès.